# 13ª Squadriglia da ricognizione e combattimento
La 13ª Squadriglia da ricognizione e combattimento del Servizio Aeronautico del Regio Esercito fu attivata dal maggio 1915 sul campo di Torresella di Giussago (Portogruaro) con aerei Blériot XI.

## Storia
La 13ª Squadriglia Bleriot o 13ª Squadriglia Aeroplani dal 24 maggio 1915 è in zona di guerra a Torresella di Giussago (Portogruaro) inquadrata nel I Gruppo e comandata dal Capitano Vincenzo Lombard che dispone di 5 piloti tra cui il Sottotenente Bartolomeo Costantini e 5 Blériot XI.
Il 26 maggio Lombard lancia le prime bombe su Gorizia e nell'ambito della Prima battaglia dell'Isonzo dal 29 maggio si sposta a Pozzuolo del Friuli.
Viene sciolta il 1º agosto dopo 38 voli di guerra di cui 2 bombardamenti.
Il 2 marzo 1916 rinasce a Taranto come 13ª Squadriglia da ricognizione e combattimento per la Campagna di Albania comandata dal Cap. Leopoldo De Rada che dispone di 4 piloti, 3 osservatori tra cui il Cap. Fausto Pesci e 6 Farman 14 con motore Fiat A.10 100 hp.
Il 3 marzo si imbarca per Valona per il campo di Krionero (a 4 km da Valona) per il XVI Corpo d'Armata diventando operativa dal 17 marzo.
Il 1º aprile prende parte con De Rada, Pesci ed i due motoristi Bellingeri e Finati all'aerosbarco di Punta Samana vicino a Fier con 2 Macchi L.1 Lohner (con i piloti il Tenente di Vascello Giovanni Roberti di Castelvero ed il S.Ten. di Vascello Lionello Caffaratti) dell'Europa (nave appoggio idrovolanti) distruggendo installazioni nemiche e depositi di carbone.
Il 15 aprile nel cambio dei nomi di tutte le squadriglie diventa 34ª Squadriglia.